# Clark Olofsson
Clark Oderth Olofsson (später bekannt als Daniel Demuynck; geboren am 1. Februar 1947 in Trollhättan; gestorben am 24. Juni 2025 in Arvika) war ein schwedischer Krimineller, der lange in Belgien lebte. Er wurde wegen versuchten Mordes, Körperverletzung, Raub und Drogenhandels verurteilt und verbrachte mehr als die Hälfte seines Lebens in schwedischen Justizvollzugsanstalten. Olofsson wurde als Schwedens erster „Promi-Gangster“ bezeichnet.
Olofsson war am Norrmalmstorg-Raub beteiligt, in dessen Folge der Ausdruck „Stockholm-Syndrom“ entstand.

## Biografie

### Frühe Jahre
Olofsson wurde am 1. Februar 1947 in Trollhättan, etwa 75 km nördlich von Göteborg, in ein Elternhaus mit erheblichen Alkoholproblemen hineingeboren. Er hatte zwei jüngere Schwestern. Seine Mutter arbeitete als Kassiererin, sein Vater war Asphaltarbeiter. Als Clark 11 Jahre alt war, verließ der Vater die Familie, bald darauf erkrankte die Mutter und wurde in die psychiatrische Klinik Lillhagens in Hisings Backa eingeliefert. Ihre seelischen Probleme hatten zur Folge, dass alle drei Kinder in Pflegefamilien untergebracht wurden. Olofsson war in seiner Pflegefamilie sehr unglücklich und um ihr zu entkommen, fälschte er die Unterschrift seiner Mutter, um sich in einer Seemannsschule einzuschreiben. Ab seinem 14. Lebensjahr segelte Olofsson auf dem Schiff Ballade, unter anderem zwischen Japan und Südamerika. Mit 15 verließ er das Schiff und zog zurück nach Hause zu seiner Mutter, die inzwischen die Kontrolle über ihr Leben wiedererlangt hatte. Er begann in einem Geschäft zu arbeiten. Die Kinder wurden wieder in die Obhut der Mutter übergeben und die Familie zog in eine Wohnung in den Göteborger Stadtteil Slätta Damm auf Hisingen. Dort war der spätere Journalist Janne Josefsson ihr Nachbar. Später zog die Familie zurück nach Köldgatan im Göteborger Stadtteil Biskopsgården.

### 1960er–1980er Jahre
1963, mit 16 Jahren, wurde Olofsson wegen mehrerer Bankdelikte in eine Besserungsanstalt für jugendliche Straftäter gebracht. Im August 1965 floh Olofsson mit zwei weiteren Jungen aus der Anstalt. Die drei Jugendlichen gelangten auf das Landgut Harpsund des schwedischen Premierministers Tage Erlander und stahlen dort Weintrauben, Gurken und Tomaten aus einem Gewächshaus. Sie flohen, als der Gärtner sie entdeckte. Drei Monate später griff Olofsson zwei Polizisten in Eskilstuna an. Am 4. Februar 1966 wurde er zu drei Jahren Gefängnis verurteilt; dies war seine dritte und seine erste wirkliche Haftstrafe. Ende 1966 floh er zum ersten Mal aus dem Gefängnis von Tidaholm.
Am 29. Juli 1966 rückten die Polizisten Ragnar Sandahl und Lennart Mathiasson zu einem Einbruch in ein Fahrradgeschäft in der Skjutsaregatan in Nyköping aus. Sandahl wurde dabei von Gunnar Norgren erschossen. Der andere Einbrecher war Clark Olofsson, der nun zu einem landesweit bekannten Kriminellen wurde. Norgren wurde am 16. August desselben Jahres in einer Wohnung in der Utåkersgatan 4 in Kålltorp, Göteborg, festgenommen und gestand später den Mord. Die Wohnung gehörte einem Freund von Olofssons Schwester. Norgren gab auf, nachdem die Polizei mehrere Schüsse durch die Wohnungstür abgefeuert hatte. Olofsson war aus der Wohnung geflohen, bevor die Polizei eindrang, und schaffte es, ihnen zwei Wochen lang zu entkommen, wurde aber schließlich am 25. August in Västra Frölunda, Göteborg, festgenommen. Durch Telefonüberwachung fand die Polizei heraus, dass Olofsson und seine 20-jährige Freundin sich an einem speziellen Bergabsatz in Grimmaredsskogen treffen wollten. Zwei als Orientierungsläufer verkleidete Polizisten, Bertil Brosved und Ulf Högenberg, versuchten ihn festzunehmen. Olofsson zog als Reaktion eine Pistole aus seinem Hosenbund und gab zwei Schüsse ab. Högenberg wurde an der Schulter getroffen. Olofsson wurde zunächst zu zehn Jahren Gefängnis verurteilt, später aber verringerte das Berufungsgericht die Strafe auf acht Jahre. Norgren wurde zu 12 Jahren verurteilt, was damals der höchstmöglichen Strafe entsprach, die ein schwedisches Gericht verhängen konnte.
Am 4. Februar 1969 konnte Olofsson aus dem Kumla-Gefängnis entfliehen und entkam auf die Kanarischen Inseln. Er flog dann weiter nach Frankfurt am Main. Dort traf er ein Mädchen, mit dem er zusammenlebte, bis er von der deutschen Polizei festgenommen wurde, da Olofsson mit einem gefälschten Pass in die Bundesrepublik Deutschland eingereist war. Er wurde zur Fähre in Travemünde eskortiert, wo ihn zwei schwedische Polizisten abholten. Anschließend wurde er über Malmö zurück ins Gefängnis Kumla gebracht. Zwei Monate vor seiner Entlassung floh er erneut. Am 2. Februar 1973 wurde er im Speisesaal eines Kurhotels in Ulricehamn festgenommen. Die Polizei hatte einen Hinweis von einer Putzfrau erhalten, die in seinem Hotelzimmer eine Waffe gesehen hatte. Zum Zeitpunkt seiner Festnahme war er seit sieben Monaten auf der Flucht und hatte eine Bank in Göteborg ausgeraubt. Im Mai 1973 wurde er zu sechs Jahren Gefängnis verurteilt und ins Kalmar-Gefängnis gebracht.

### Norrmalmstorg
Ende 1973 wurde Olofsson im Norrköping-Gefängnis inhaftiert, als der Bankräuber Jan-Erik Olsson in der Kreditbanken am Stockholmer Norrmalmstorg Geiseln nahm. Olsson hatte verlangt, dass Olofsson zur Bank kommen dürfe. Olofsson wurde zur Bank gebracht und verbrachte die nächsten sechs Tage bei den Geiseln und dem Geiselnehmer. In der Folge dieses Ereignisses entstand später der Ausdruck „Stockholm-Syndrom“. Olofsson wurde vor dem Bezirksgericht verurteilt, später jedoch vom Berufungsgericht Svea freigesprochen. Er habe nach eigenen Angaben zum Schutz der Geiseln gehandelt und die stillschweigende Zustimmung der Polizei gehabt. Er wurde zurück ins Gefängnis gebracht, um den Rest seiner vorherigen Haftstrafe zu verbüßen. Er bat die Regierung um Begnadigung, aber der Antrag wurde ebenso wie sein Antrag ein Jurastudium aufnehmen zu dürfen, abgelehnt.

### Flucht, neue Strafen und Heirat
Olofsson floh am 20. März 1975 aus dem Gefängnis von Norrköping. Im April desselben Jahres ging er mit einer Waffe in jeder Hand in eine Bank in Kopenhagen, feuerte einen Warnschuss ab und raubte 194.000 SEK. Einen Monat nach der Flucht kam Olofsson nach Marseille an der französischen Mittelmeerküste. Zusammen mit einer Begleiterin kaufte er dort für 50.000 CHF das Segelboot Saga und besegelte drei Monate lang das Mittelmeer. Im August passierten sie die Straße von Gibraltar, segelten hinaus auf den Atlantik, vorbei an den Azoren. Mit der Hilfe von Inger und Mikael von Heijne aus Djursholm gelangten Olofsson und eine Begleiterin auf dem Rückweg aus der Karibik schließlich nach Irland. Von dort gingen sie nach Dänemark, wo die dänische Polizei auf sie stieß. Olofsson entkam und erst im Januar 1976 holte die Polizei ihn abermals ein, als es ihr gelang, ihn an einer Kreuzung außerhalb von Brüssel aufzuspüren. Er schaffte es, sich freizuschießen. Auf seiner erneuten Flucht traf er in einem Zug in Deutschland die 19-jährige Marijke Demuynck.
Am 24. März 1976 beraubte Olofsson die Handelsbanken in der Östra Hamngatan 27 in Göteborg um 930.000 SEK – damals der größte Raubüberfall in der schwedischen Kriminalgeschichte. Dabei nahm er zwei Personen als Geiseln. Er wurde um 22:30 Uhr, neun Stunden nach dem Überfall, im Hotel Gyllene Kärven in Herrljunga festgenommen. 230.000 SEK wurden bei Olofssons Festnahme eingezogen; der Rest wurde nie gefunden. Für den Rekordraub wurde er zu acht Jahren Gefängnis verurteilt, aber drei Wochen nach dem Urteil, im Juli 1976, gelang ihm die Flucht erneut, diesmal, indem er mit einem Scania-Lastwagen drei Tore im Gefängnis Norrköping durchbrach. Zusammen mit einigen Mitgefangenen entkam er schließlich in einem bereit gestellten Fluchtauto. Am 31. Juli 1976 wurde er in Halmstad festgenommen. Am 12. August 1976 heiratete Olofsson Marijke Demuynck im Kumla-Gefängnis.
1979 begann Olofsson (als Gefangener) ein Journalismus-Studium an der Universität Stockholm, in dessen Rahmen er ein Praktikum bei der Zeitung Arbetaren absolvierte. Während eines Urlaubs am Mittsommerabend 1980 geriet Olofsson auf Möja in einen Streit mit dem Fischer Leif Sünden – die Auseinandersetzung endete in schwerer Körperverletzung. Die dafür verhängte Strafe waren zweieinhalb Jahre wegen Körperverletzung. Sein Studium wurde durch das Urteil unterbrochen, aber schließlich machte er 1983 seinen Abschluss in Journalismus und wurde im selben Jahr freigelassen. Anschließend verließ er Schweden mit seiner belgischen Frau und ließ sich in ihrem Heimatland nieder. Im November 1984 wurde er in der Hafenstadt Blankenberge in Belgien festgenommen, weil er des Versuchs verdächtigt wurde, mit der sogenannten Televerksligan („Televerket Gang“) 25 Kilogramm Amphetamin nach Schweden zu schmuggeln. Er wurde wegen Mittäterschaft an einem schweren Drogendelikt zu zehn Jahren Gefängnis verurteilt.

### 1990–2010er Jahre
Am 10. Oktober 1991 wurde Olofsson freigelassen, änderte seinen Namen in Daniel Demuynck und zog aufs belgische Land, 80 km außerhalb von Brüssel. Im Juli 1996 wurde Olofsson vor einer Bank in Oslo festgenommen, als die Polizei dachte, er bereite einen Raubüberfall vor. Er wurde nach 24 Stunden entlassen. In einer stürmischen Novembernacht wurde er vor der Küste von Halland vom Seenotrettungshubschrauber gerettet, nachdem sein Holzboot gegen die Felsen geschmettert war. Wenige Wochen später wurde er wegen Trunkenheit am Steuer in Stockholm festgenommen. Am 15. April 1998 wurde er als Leiter eines Drogenschmuggelrings auf Teneriffa festgenommen, nachdem er mehrere Monate lang international über Interpol gesucht worden war. Er wurde nach Dänemark ausgeliefert und 1999 nach einem hochkarätigen Prozess in Frederikssund wegen Schmuggels von 49 Kilo Amphetamin nach Dänemark zu vierzehn Jahren Gefängnis verurteilt. Es war damals die härteste Strafe für Drogendelikte, die jemals in der dänischen Rechtsgeschichte verhängt wurde. Während seines Aufenthalts in Dänemark wurde er in der Isolierstation des Vestre-Gefängnisses in Kopenhagen festgehalten. Er wurde am 9. Mai 2005 auf Bewährung freigelassen.

### Neue Verurteilung wegen Drogenschmuggels und Abschiebung nach Belgien
Am Abend des 19. Juli 2008 wurden Olofsson und drei weitere Personen neben dem Campingplatz von Apelviken in Varberg festgenommen. Die Polizei hatte sie seit acht Monaten überwacht, da Olofsson verdächtigt wurde, der Leiter einer größeren Drogenoperation zu sein. Gleichzeitig ging die Polizei gegen einen Drogentransport bei Årsta partihallar in Stockholm vor. Insgesamt sechs Personen wurden in Stockholm und Varberg unter dem Verdacht schwerer Drogendelikte festgenommen. Olofsson wurde Ende 2008 wegen versuchten Schmuggels von 100 Kilogramm Amphetamin und 76 Kilogramm Cannabis aus den Niederlanden angeklagt. Die Polizei von Östergötland hatte die Drogenschmuggler seit 2007 durch Videoüberwachung und Abhören aufgespürt. Der Prozess begann am 2. Juni 2009 und Olofsson wurde wegen schwerer Drogendelikte und versuchter schwerer Drogendelikte am 31. Juli 2009 vom Bezirk Linköping zu 14 Jahren Gefängnis und anschließender lebenslang gültiger Abschiebung verurteilt. Er erhielt wegen seines Drogenhandels neun Jahre Gefängnis und musste zusätzlich fünf Jahre Haft nach einer früheren Verurteilung absitzen. Als er nach seiner Freilassung im Jahr 2005 wieder in die Kriminalität zurückfiel, hatte das Bezirksgericht fünf Jahre seiner bedingten Freilassung von sieben Jahren zurückgezogen, womit Olofssons Strafe de facto 14 Jahre betrug. Am 7. Dezember 2009 wurde die Haftstrafe vom Berufungsgericht von Göta bestätigt.
Bis Herbst 2012 war Olofsson im Saltvik-Gefängnis in Härnösand inhaftiert, bevor er in das Kumla-Gefängnis verlegt wurde. Am 5. März 2013 reichte Olofsson beim Obersten Gerichtshof einen 24-seitigen Antrag auf ein neues Verfahren ein, in dem er unter anderem seine Beteiligung zurückzog. Der Antrag wurde im April 2013 abgelehnt. Bereits 2010 beantragte Olofsson in der Hoffnung auf eine kürzere Strafe eine Übersiedlung nach Belgien. Der Umzug aus dem Kumla-Gefängnis in Schweden verzögerte sich um mehrere Jahre und fand – damals gegen seinen Willen – erst Ende 2016 statt, nachdem sich schwedische und belgische Justizvertreter darauf geeinigt hatten, dass er mindestens genauso lange im Vorst-Gefängnis in Belgien inhaftiert werden würde. Im Februar 2017 wurde Olofsson 70 Jahre alt und erhielt die neue schwedische Staatsbürgerschaft. Im Oktober 2017 wurde er von einem belgischen Gericht mit seinem Antrag auf eine elektronische Fußfessel abgelehnt. Olofsson forderte eine Umsiedlung zurück nach Schweden. Belgien gab dem Antrag statt, aber im November 2017 lehnte Schweden ihn ab.

### Freilassung
Die Entscheidung, Olofsson freizulassen, fiel nach Verhandlungen über eine bedingte Freilassung in Belgien Ende Mai 2018. Am 30. Juli 2018 landete Olofsson als freier Mann auf dem Flughafen Göteborg/Landvetter in Schweden.